# 30세의 보건 체육
《30세의 보건 체육》(일본어: 30歳の保健体育 산짓사이노 호켄타이이쿠[*])는 ‘미쓰바·’ 원작으로, 이치진샤가 2008년 11월부터 출판한 안내서 책이다.

## 개요
아키하바라 계라 불리는 남성 독자들을 대상으로 코믹 삽화에 의한 현실의 연애나 성행위에 관련된 지식과 주의점을 해설하고 있지만 일부 뉴스 사이트의 소개 방식에서 모에 책의 하나로 보는 경향도 있다. 발매 직후 일본 아마존 랭킹에서 1위를 차지했다.
2009년 7월에는 완결편이라 할 수 있는《30세의 보건 체육 ~사랑의 시작편~》이 발매되었다. 전작과 비교해서 연애에 중점을 두고 있다.
또한 《만화 4컷 KINGS 팔렛트》,《만화 팔렛트 Lite》및《월간 Comic REX》에서 만화판이 연재중.
2011년 4월부터 TOKYO MX 등의 방송사에서 텔레비전 애니메이션으로 방영되고 있다.

## 애니메이션
2011년 4월부터 6월까지 TOKYO MX과 BS11 등의 방송사를 통해 방영되고 있다.

### 제작진
- 원작 - 이치진샤
- 감독 - 망큐
- 시리즈 구성·각본 - 아키야마 료
- 캐릭터 디자인·총 작화감독 - 오토 사오
- 컴포지션 디렉터·편집 - 츠치다 에이지
- 음향감독 - 야마다 요우
- 음향 효과 - 모리카와 에이지
- 색채 설계 - 타카기 마사토
- 음악 - 코구마
- 애니메이션 프로듀서 - 타카다 마사히로
- 애니메이션 제작 - 갸링
- 제작 - 《30세의 보건 체육》 제작위원회

### 주제가
오프닝 테마 〈사랑의 과정〉(恋の道程)
작사·작곡 - kanon / 편곡 - kanon, 와쿠이 케이이치, 치바 나오키
노래 - Kanon×kanon
엔딩 테마 "learn together"
작사 - milktub / 작·편곡 - 미야자키 쿄이치
노래 - AiRI

### 방영 목록
○으로 처리된 부분은 텔레비전 방영시에 가려졌던 부분이지만, BS11 등의 일부 방송 경로에서는 가림 처리를 제거하고 방영하였다.
| 화수                                                | 부제 (원제/풀이)                     | 부제 (원제/풀이)                     | 각본                                 | 그림 콘티                            | 연출                                 | 작화감독                             |
| 제1화 : 첫 섹스 (はじめてのセックス)                | 제1화 : 첫 섹스 (はじめてのセックス) | 제1화 : 첫 섹스 (はじめてのセックス) | 제1화 : 첫 섹스 (はじめてのセックス) | 제1화 : 첫 섹스 (はじめてのセックス) | 제1화 : 첫 섹스 (はじめてのセックス) | 제1화 : 첫 섹스 (はじめてのセックス) |
| --------------------------------------------------- | ------------------------------------ | ------------------------------------ | ------------------------------------ | ------------------------------------ | ------------------------------------ | ------------------------------------ |
| LESSON 1                                            | はじめての○○○（セックス）            | 첫 섹스                              | 아키야마 료                          | 망큐                                 | 망큐                                 | 에가미 나츠키                        |
| LESSON 2                                            | ○○○前にしておく準備                  | 섹스 전에 하는 준비                  | 아키야마 료                          | 망큐                                 | 망큐                                 | 에가미 나츠키                        |
| LESSON 3                                            | ○○○○○○(乳房愛撫方法)                 | 유방 애무 방법                       | 아키야마 료                          | 망큐                                 | 망큐                                 | 에가미 나츠키                        |
| LESSON 4                                            | はじめに                             | 처음에                               | 아키야마 료                          | 망큐                                 | 망큐                                 | 에가미 나츠키                        |
| 제2화 : 첫 딥 키스 (はじめてのディープキス)         |                                      |                                      |                                      |                                      |                                      |                                      |
| LESSON 5                                            | 出会いは勝手にやってこない           | 만남은 마음대로 오지 않는다          | 아키야마 료                          | 망큐                                 | 망큐                                 | 에가미 나츠키                        |
| LESSON 6                                            | 外見で判断するのはやめよう           | 겉모습으로 판단하는 것은 그만두자    | 아키야마 료                          | 망큐                                 | 망큐                                 | 에가미 나츠키                        |
| LESSON 7                                            | 習い事                               | 습관                                 | 아키야마 료                          | 망큐                                 | 망큐                                 | 에가미 나츠키                        |
| LESSON 8                                            | 運命の人                             | 운명의 사람                          | 아키야마 료                          | 망큐                                 | 망큐                                 | 에가미 나츠키                        |
| 제3화 : 첫 남자 화장실 (はじめての男子トイレ)       |                                      |                                      |                                      |                                      |                                      |                                      |
| LESSON 9                                            | 告白を断られた時                     | 고백을 거절 당했을 때                | 아키야마 료                          | 타카타 마사히로                      | 타카타 마사히로                      | 카메이 다이스케                      |
| LESSON 10                                           | メールアドレスの聞き方               | 메일 주소를 묻는 방법                | 아키야마 료                          | 타카타 마사히로                      | 타카타 마사히로                      | 카메이 다이스케                      |
| LESSON 11                                           | ○○○（騎乗）位の利点と複合○○○（愛撫） | 승마위의 이점과 복합 애무            | 아키야마 료                          | 타카타 마사히로                      | 타카타 마사히로                      | 카메이 다이스케                      |
| LESSON 12                                           | デートの誘い方                       | 데이트를 권하는 방법                 | 아키야마 료                          | 타카타 마사히로                      | 타카타 마사히로                      | 카메이 다이스케                      |
| 제4화 : 첫 미스 불가리아 (はじめてのミスブルガリア) |                                      |                                      |                                      |                                      |                                      |                                      |
| LESSON 13                                           | 女性も人間                           | 여성도 인간                          | 아키야마 료                          | 타카타 마사히로                      | 타카타 마사히로                      | 요시다 유이치                        |
| LESSON 14                                           | ○○○（騎乗）位の利点と複合○○○（愛撫） | 승마위의 이점과 복합 애무            | 아키야마 료                          | 타카타 마사히로                      | 타카타 마사히로                      | 요시다 유이치                        |
| LESSON 15                                           | ○○○（騎乗位）の利点と複合○○○（愛撫） | 승마위의 이점과 복합 애무            | 아키야마 료                          | 타카타 마사히로                      | 타카타 마사히로                      | 요시다 유이치                        |
| LESSON 16                                           | 告白のタイミング                     | 고백의 타이밍                        | 아키야마 료                          | 타카타 마사히로                      | 타카타 마사히로                      | 요시다 유이치                        |